# 아프가니스탄의 역사
아프가니스탄 건국의 역사는 아프간족의 아흐마드샤가 칸다하르를 도읍으로 정하고 왕국을 선포한 1747년으로 거슬러 올라간다. 아흐마드샤 다음에는 그의 아들 티무르 샤가 즉위하고 카불을 수도로 정하였다. 그뒤 바라크자이족은 도스트 무하마드가 왕위에 올랐다. 그는 1838년에 정식으로 카불의 아미르(왕)라고 칭하였으며, 이에 구왕국(舊王國)시대의 바라크자이 왕조가 성립되었다. 19세기부터 아프가니스탄은 영국과 러시아의 항쟁의 대상이 되었다. 러시아의 남하정책에 위협을 느낀 영국은 아프가니스탄을 자국의 세력하에 두려고 아프가니스탄에 대해 제1차(1838∼1842), 제2차(1878∼1880) 아프간전쟁을 일으켰다. 그 결과 아프가니스탄 영토의 일부가 인도에 할양되었으며, 1893년 아브도르 라흐만 칸 때 인도와의 국경선이 확정되고 1901년에는 연금을 받기로 하고 외교권을 인도에 일임하게 되었다. 1905년 하비브알라가 이 조약을 비준함으로써 아프가니스탄은 영국의 보호국이 되었다.1919년 하비브알라가 반(反)영국주의자의 손에 암살된 후 같은 해 후계자가 된 아만알라는 반영국적 의견에 동감하여 인도 정부에 대해 적대행위를 취했으나(제3차 아프간전쟁) 승패를 가리지 못하고 8월에 라왈핀디 화평조약이 맺어졌다. 이 조약으로 인도 정부로부터의 연금이 폐지되고 외교지도권 폐지가 약정되었으며 아프가니스탄의 독립이 정식으로 승인되었다. 아마눌라 칸은 국내 통일과 서양문화 도입에 힘썼으나 보수세력의 반대로 퇴위한 뒤 망명하였다. 뒤를 이어 헌법을 제정하고 의회를 연 나디르한까지 33년 암살당하자 그의 아들 자히르 샤가 19세의 나이로 즉위하였다. 그후 오랫동안 왕위를 유지하였으나, 1973년 7월 국왕의 외유중에 쿠데타가 일어나 모하마드 다우드 칸 전(前) 총리가 실권을 쥐고 공화제를 선언하였다.

## 같이 보기
- 카불 함락 (2021년)